# Gabit Musirepov
Gabit Majmutuli Musirepov (en kazajo: Ғабит Махмұтұлы Мүсірепов; ruso: Габит Махмутович Мусрепов; 22 de marzo de 1902; Provincia de Kostanay - 31 de diciembre de 1985) fue un escritor, dramaturgo y político soviético de etnia kazaja, autor de la opera Kyz-Zhibek, Escritor del Pueblo de la República Socialista Soviética de Kazajistán, Presidente de la Unión de Escritores de Kazajistán y académico de la Academia de Ciencias de Kazajistán.

## Biografía
Nació el 22 de marzo (9 de marzo conforme el calendario juliano) de 1902 en un poblado de la actual Provincia de Kostanay, en ese entonces bajo el Imperio ruso. Entre 1923 y 1926 estudió en la Rabfak en Orenburg y luego en el instituto agroeconómico de Omsk.  Inició su producción literaria en 1925, escribiendo su primera historia, Al abismo (В пучине), escrita en 1928 sobre eventos sucedidos durante la Guerra Civil Rusa, 1918-1920. A partir de 1928 participó la revista literaria Jana-Adabiet (Жана-Адабиет). Entre sus obras destaca la composición de Kyz-Zhibek (Қыз Жібек), primer libreto de ópera kazaja, musicalizado por Yevgeny G. Brusilovsky, y La tragedia del poeta (Трагедия поэта), escrita en 1958 (primera edición titulada Ақан сері Ақтоқты, 1942), que trata sobre la tragedia de Ajani, cantante y compositor kazajo del siglo XIX.
Fue Presidente de la Unión de Escritores de Kazajistán en los períodos de 1956-1962 y 1964-1966, Secretario de la Unión de Escritores Soviéticos (1959) y diputado de la 5.ª Convocatoria del Sóviet Supremo de la Unión Soviética, así como del Sóviet Supremo de la República Socialista Soviética de Kazajistán.

## Obras

### Cuento
- Par de lagos (Қос шалқар, 1929)
- Urgente (Шұғыла, 1933)
- Nariz chata (Талпақ танау, 1933)

### Novela
- Soldado kazajo (Қазақ солдаты, 1949)
- El despertar de la región (Оянған өлке, 1953)
- Ulpan (Ұлпан, 1976)

### Teatro
- Kyz-Zhibek (Қыз Жібек, 1934), música por Yevgeny G. Brusilovsky
- Amangeldi (Амангелді, 1937)
- Kozbye-Korpesh y Bayan-Sulu (Қозы Көрпеш Баян сұлу, 1939)
- La tragedia del poeta (Трагедия поэта, 1958)